# Вата, Рокко
Ро́кко Ва́та (англ. Rocco Vata; родился 18 апреля 2005, Глазго) — ирландский и шотландский футболист, полузащитник клуба «Селтик» и сборной Ирландии.

## Клубная карьера
Уроженец Глазго, Рокко является воспитанником футбольной академии клуба «Селтик», за которую выступал с семилетнего возраста. В июле 2021 года подписал свой первый профессиональный контракт с клубом.
28 декабря 2022 года дебютировал в основном составе «Селтика» в шотландского Премьершипа против «Хиберниана».

## Карьера в сборной
Выступал за сборные Ирландии до 15, до 17, до 18 и до 19 лет. Также может выступать за сборные Шотландии, Албании и Черногории.

## Личная жизнь
Отец — экс-игрок «Селтика» и сборной Албании Руди Вата.